# Рідер (Північна Дакота)
Рідер (англ. Reeder) — місто (англ. city) в США, в окрузі Адамс штату Північна Дакота. Населення — 125 осіб (2020).

## Географія
Рідер розташований за координатами 46°6′26″ пн. ш. 102°56′33″ зх. д. / 46.10722° пн. ш. 102.94250° зх. д. (46.107098, -102.942581).  За даними Бюро перепису населення США в 2010 році місто мало площу 1,60 км², уся площа — суходіл.

## Демографія
Згідно з переписом 2010 року, у місті мешкали 162 особи в 90 домогосподарствах у складі 42 родин. Густота населення становила 101 особа/км².  Було 114 помешкання (71/км²).
Расовий склад населення:
| - 95,7 % — білих - 1,2 % — корінних американців - 0,6 % — чорних або афроамериканців |

До двох чи більше рас належало 1,9 %. Частка іспаномовних становила 1,2 % від усіх жителів.
За віковим діапазоном населення розподілялося таким чином: 13,6 % — особи молодші 18 років, 50,0 % — особи у віці 18—64 років, 36,4 % — особи у віці 65 років та старші. Медіана віку мешканця становила 56,5 року. На 100 осіб жіночої статі у місті припадало 107,7 чоловіків;  на 100 жінок у віці від 18 років та старших — 109,0 чоловіків також старших 18 років.
Середній дохід на одне домашнє господарство  становив 45 310 доларів США (медіана — 38 125), а середній дохід на одну сім'ю — 62 414 долари (медіана — 63 750). За межею бідності перебувало 8,8 % осіб, у тому числі 0,0 % дітей у віці до 18 років та 5,9 % осіб у віці 65 років та старших.
Цивільне працевлаштоване населення становило 71 особа. Основні галузі зайнятості: сільське господарство, лісництво, риболовля — 19,7 %, освіта, охорона здоров'я та соціальна допомога — 16,9 %, публічна адміністрація — 14,1 %.